# Zagrzebka pospolita
Zagrzebka pospolita (Bithynia tentaculata) – gatunek ślimaka skrzelodysznego (otwór zaopatrzony w wieczko) z rodziny zagrzebkowatych (Bithyniidae).
Jest to gatunek o zasięgu palearktycznym, występujący w prawie całej Europie oraz w zachodniej Azji; introdukowany w Ameryce Północnej.
Żyje w kałużach, stawach i rzekach o wolnym nurcie, z mulistym dnem i bogatą roślinnością. Przy silniejszym nurcie, ślimaki gromadzą się w szczelinach pod kamieniami oraz przy dnie wśród gęstej roślinności wodnej. Przy pomocy tarki, szczególnie wiosną, pobierają pokarm roślinny (liście i porastające je organizmy),  jednak większość pokarmu zdobywają filtrując go z wody i mułu w jamie płaszczowej. Gatunek w naturalny sposób dość odporny jest na zanieczyszczenie wód, stąd należy do najczęściej spotykanych. Jego niewielkich rozmiarów skorupka, na pierwszy rzut oka przypomina muszlę błotniarki stawowej. Dopiero pod lupą, można zauważyć ślad po wieczku (po śmierci zwierzęcia wieczko bardzo szybko odpada) oraz przytępiony szczyt muszli.
Charakterystyczne cechy gatunku to: muszla stożkowata, o 5–6 słabo wypukłych skrętach i szwie nieznacznie wciętym, górna część otworu zaostrzona, dołek osiowy zakryty. Muszla o wymiarach: wysokość 9–12 mm, a szerokość 6–8 mm. Spotyka się także osobniki osiągające wysokość 15–18 mm i 9 mm szerokości (Bithynia tentaculata f. producta). Jak wynika z badań są to osobniki spasożytowane przez larwy przywr i pozbawione przez nie możliwości rozmnażania się. Zdrowe ślimaki rozmnażają się od kwietnia do pierwszych dni lipca, dwa razy w życiu (żyją dwa lata). Jaja są zwykle składane po dwa (trzy) obok siebie, w podłużnych pakietach w liczbie do 98 sztuk. Jaja zaopatrzone są w „koreczki”, po ich wypchnięciu, po 14–30 dniach od złożenia, młode ślimaki wydostają się na zewnątrz.

## Bibliografia

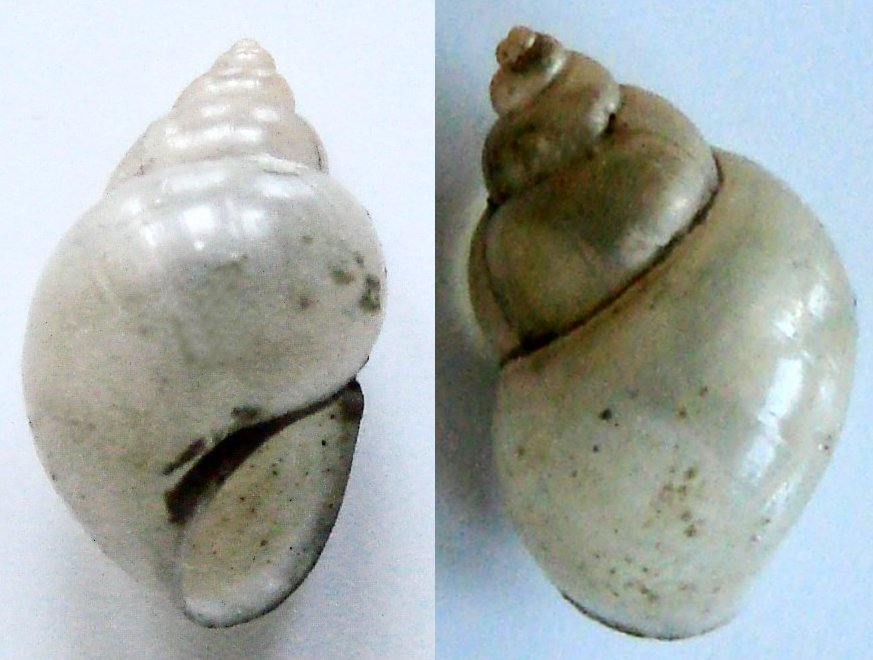

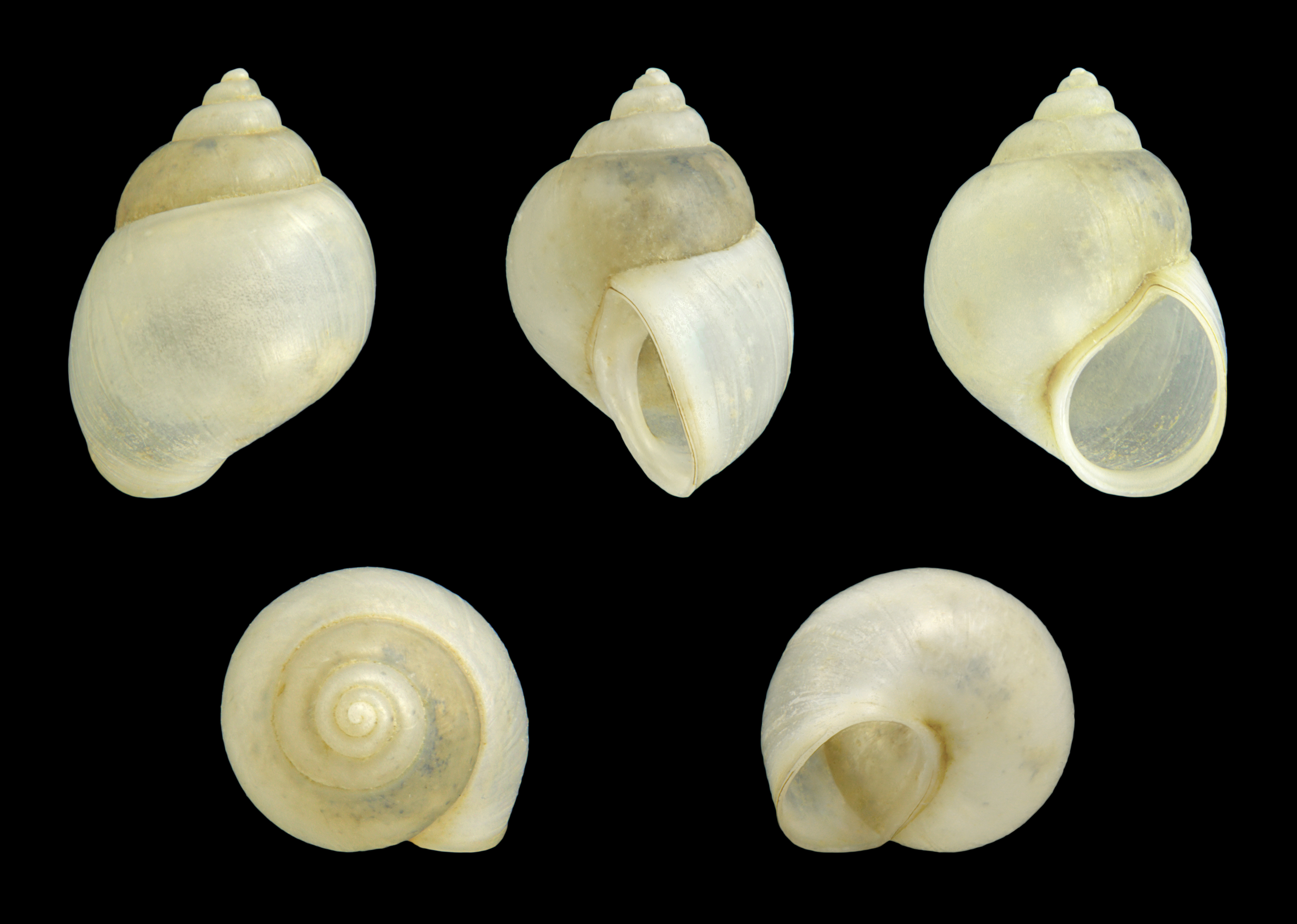